# Samuel Justo
Samuel Loureiro Carvalho Justo (Amadora, 2 de abril de 2004) es un futbolista portugués que juega de centrocampista en el Sporting C. P. "B" de la Segunda División de Portugal.

## Estadísticas

### Clubes
Actualizado al último partido disputado el 15 de diciembre de 2024.
| Club                        | Div.          | Temporada     | Liga  | Liga  | Liga   | Copas nacionales | Copas nacionales | Copas nacionales | Copas internacionales | Copas internacionales | Copas internacionales | Total | Total | Total  |
| Club                        | Div.          | Temporada     | Part. | Goles | Asist. | Part.            | Goles            | Asist.           | Part.                 | Goles                 | Asist.                | Part. | Goles | Asist. |
| --------------------------- | ------------- | ------------- | ----- | ----- | ------ | ---------------- | ---------------- | ---------------- | --------------------- | --------------------- | --------------------- | ----- | ----- | ------ |
| Sporting C. P. "B" Portugal | 3.ª           | 2022-23       | 22    | 3     | 0      | —                | —                | —                | —                     | —                     | —                     | 22    | 3     | 0      |
| Sporting C. P. "B" Portugal | 3.ª           | 2023-24       | 3     | 0     | 0      | —                | —                | —                | —                     | —                     | —                     | 3     | 0     | 0      |
| Sporting C. P. "B" Portugal | 3.ª           | 2024-25       | 10    | 0     | 0      | —                | —                | —                | —                     | —                     | —                     | 10    | 0     | 0      |
| Sporting C. P. "B" Portugal | Total club    | Total club    | 35    | 3     | 0      | 0                | 0                | 0                | 0                     | 0                     | 0                     | 35    | 3     | 0      |
| Sporting C. P. "B" Portugal | 3.ª           | 2023-24       | 21    | 1     | 1      | 4                | 0                | 0                | —                     | —                     | —                     | 25    | 1     | 1      |
| Sporting C. P. "B" Portugal | Total club    | Total club    | 21    | 1     | 1      | 4                | 0                | 0                | 0                     | 0                     | 0                     | 25    | 1     | 1      |
| Total carrera               | Total carrera | Total carrera | 56    | 4     | 4      | 4                | 0                | 0                | 1                     | 0                     | 0                     | 60    | 4     | 1      |